# Vampiri: il requiem
Vampiri: il requiem (Vampire: The Requiem) è la seconda incarnazione del gioco di ruolo pubblicato dalla White Wolf e pubblicato in Italia dalla 25 Edition, che permette di interpretare dei vampiri. Questo gioco viene pubblicato nel 2004, successivamente alla chiusura della precedente linea editoriale (conclusasi nel 2003) di cui faceva parte il suo predecessore, Vampiri: la masquerade creato nel 1991. Dal 2012 la gestione della linea è stata ceduta in licenza alla Onyx Path Publishing. Il 19 dicembre 2013 è uscita la seconda edizione contenente modifiche all'ambientazione e ad alcune regole.
Questo gioco è nato in un'ottica di maggior interazione all'interno del Mondo di Tenebra mentre il suo predecessore era nato come un gioco singolo su cui poi attorno era stato creato un universo, che con gli anni era diventato vittima di discrepanze narrative e d'ambientazione dovute ai team di sviluppo troppo differenti dei vari giochi.
Il gioco, che viene definito come «un gioco di narrazione gotico moderno» (mentre il precedente era noto come «un gioco di narrazione d'orrore personale»), è dedicato ad un pubblico maturo e si pone l'obiettivo di «esplorare la moralità attraverso la metafora del vampirismo», infatti è incentrato sulla lenta ma graduale perdita dell'umanità da parte di queste creature, trasformate, a volte loro malgrado, in mostri assetati di sangue umano.
I vampiri si dividono in clan e congreghe; i clan a loro volta possono avere delle linee di sangue, o bloodlines, che sono derivazioni particolari del clan stesso.

## Storia
Vampire: The Requiem è stato pubblicato dalla White Wolf Publishing il 21 agosto 2004, come supplemento al libro uscito contemporaneamente The World of Darkness, fornendo ai giocatori le regole per giocare come vampiri.: 228–229 Diventò il titolo principale della casa editrice, e fu a sua volta integrato con la propria linea di supplementi; il responsabile della linea era inizialmente Justin Achilli, che fu sostituito da Will Hindmarch nel novembre 2004. La prima avventura del sistema di narrazione, The Resurrectionists (2007) di Hindmarch, era per Vampire: The Requiem. Greg Stolze stava lavorando a Vampire: The Requiem quando sviluppò l'One-Roll Engine per Godlike (2002). Nel 2015, il "nuovo" Mondo di Tenebra è stato rinominato Chronicles of Darkness dalla White Wolf Publishing, in un'ulteriore sforzo per differenziare l'ambientazione dal Classic World of Darkness.

## Clan
I clan sono 5 e sono le differenti tipi di vampiri esistenti nel mondo:
DaevaVampiri sensuali, emotivi ed attraenti. Sono edonisti dei sensi e predatori dalle spiccate attitudini erotiche e capacità sia sociali sia fisiche.
GangrelVampiri istintivi, coraggiosi e selvaggi. Incarnano il mito del vampiro selvaggio che può trasformarsi in animale. La "bestia" interiore è particolarmente spiccata in loro rispetto agli altri vampiri.
MekhetVampiri prudenti, scaltri e saggi. Le leggende di vampiri che vivono tra le ombre, predando di nascosto le loro vittime e imparando segreti che nessuno dovrebbe mai conoscere hanno probabilmente la loro origine nell'operato dei Mekhet.
NosferatuVampiri emarginati, brutalmente forti e terrificanti. La loro presenza è sufficiente a innervosire le persone, che sia per la loro bruttezza fisica, per l'orrendo fetore che emanano o per la nebulosa malignità che li circonda. Anche gli altri vampiri li trovano particolarmente inquietanti, se non proprio ripugnanti.
VentrueVampiri regali, autoritari e aristocratici. Questo clan annovera vampiri di ogni genere, dai signori feudatari delle montagne dell'Europa orientale ai nobili gentilizi ed ai predatori dell'alta finanza. Spiccata è la capacità di imporre la loro volontà sugli altri, che divengono spesso burattini dei loro giochi di potere.

### Linee di sangue
Per sopperire a soli 5 clan nel gioco sono presenti numerose linee di sangue:
- Toreador: discendenti dai Daeva, sono vampiri edonisti
- San Giovanni: vampiri che vengono da Venezia, molto simili ai Giovanni di Masquerade
- Getsemani: vampiri caratterizzati da stigmate, che possono infliggere anche agli altri
- Icariani: vampiri che si ritengono prescelti da dio, a cui spetterebbe sia il potere spirituale che quello temporale

## Congreghe
Le congreghe presentate nel manuale base sono 5 e costituiscono gruppi ufficialmente riconosciuti nella società vampirica; alcune congreghe coesistono nello stesso territorio mentre altre sono in perenne conflitto per i diversi ideali.
Circolo della MegeraIl gruppo che ritiene che i vampiri abbiano sempre fatto parte della natura, nati come predatori di uomini e legati alla cultura sciamanico-druidica. Il Gruppo pratica una sorta di magia del sangue molto temuta, la Crùac.
InvictusIl gruppo di vampiri che mantiene rigide e severe regole gerarchiche per controllare il potere, regole derivanti dall'aristocrazia del alto medioevo. Chiamati anche "Il Primo Stato", rappresentano i detentori della maggior parte dell'influenza politica.
Lancea SanctumI vampiri che vedono la loro non-vita come punizione visibile di Dio risiedono in questo gruppo devoto a Longino, il centurione che trafisse Gesù sulla croce. Chiamati anche "i Consacrati", rappresentano la parte religiosa e per certi versi fanatica dei fratelli. E praticano la temuta Stregoneria Tebana.
Movimento CarthianoIl gruppo che reputa il progresso sociale una componente vitale per l'esistenza dei vampiri, facendo propri ideali come democrazia liberale e socialismo.
Ordo DraculIl gruppo consacrato agli insegnamenti del mitico conte Vlad "Dracula", possiede mistici poteri conferitigli dal loro presunto progenitore che, a loro dire, rendono capaci di trascendere i limiti del vampirismo. La trascendenza viene affrontata tramite l'applicazione e lo studio delle Spire del Drago.
Non allineatiSemplicemente tutti i vampiri che non appartengono ad altre congreghe, per scelta o per qualunque altra ragione.
Progenie di BelialIl gruppo dei vampiri satanisti, coloro che non hanno regole se non quella di distruggere. Con la seconda edizione la congrega è stata rimossa dal manuale.
VIILa società più segreta e pericolosa dei vampiri, i membri di questo gruppo sono vampiri distruttori di vampiri.

## Elementi

### Diablerie
La diablerie indica l'atto di bere tutto il sangue di un altro vampiro, sino ad assorbirne anche l'anima, allo scopo di aumentare il proprio potere. Nella nuova ambientazione non viene più usato il concetto di generazione. Invece il potere di un vampiro individuale corrisponde alla potenza di sangue del vampiro, che aumenta con l'età (e che diminuisce se trascorre abbastanza tempo in torpore). Esercitare la diablerie può aumentare la potenza di sangue se la vittima ne aveva una maggiore.
La diablerie è il secondo dei tre atti proibiti in Vampiri: il requiem (gli altri sono creare un altro vampiro senza permesso e rompere la masquerade). Commettere diablerie inoltre causa un tiro automatico per la diminuzione dell'umanità.

## Innovazioni rispetto aVampiri: la masquerade
Malgrado il numero dei clan sia minore, Vampiri: il requiem offre nuove opportunità per creare dei personaggi molto personalizzati e in qualche modo nuovi. Le limitazioni infatti di Vampiri: la masquerade stanno nel fatto che l'abbondante numero di clan spingeva spesso narratori e giocatori inesperti a ridurre molte volte i personaggi non giocanti (governati dal Narratore) e anche i personaggi interpretati a semplici stereotipi.
Vampiri: il requiem, esplora il tema del conflitto interno di vari personaggi, dell'orrore della non-morte, la scoperta della Bestia (entità istintiva posseduta da ogni vampiro di questa ambientazione). Per farlo, il clan di appartenenza diventa solo un riflesso del personaggio, e al giocatore viene lasciata molta scelta di crescita, soprattutto dato l'abbondante numero di congreghe.
Inoltre a detta di molti in Vampiri: il requiem i poteri dei vampiri non sono così potenti e drastici come potevano essere in Vampiri: la masquerade, rendendoli degli strumenti, ma pur sempre potenti se usati correttamente. Il vampiro ora è minacciato dalla società umana, e anche un solo umano ben preparato può essere una minaccia per il vampiro. Da qui la necessità di nascondersi.
Secondo altri invece il maggior numero di ferite guaribili con la spesa del sangue, il nuovo sistema di combattimento ed i bonus alla difesa dati dalla disciplina Celerità (propria di 2 clan su 5) siano sufficienti a dichiarare il contrario, ovvero che in questa nuova ambientazione i vampiri sono ancor più superiori agli esseri umani.

## Differenze tra la prima e la seconda edizione
La seconda edizione di Vampiri: il requiem opera un profondo cambiamento; se la prima edizione è spesso stata erroneamente vista come una variazione sul tema di Vampiri: la masquerade, la seconda edizione è a tutti gli effetti un gioco profondamente diverso. Paradossalmente, molti dei cambiamenti introdotti con questa edizione sono stati recepiti dalla quinta edizione di masquerade.
- La creazione del personaggio parte con la scelta di un'aspirazione, ovvero un obiettivo prefissato per il personaggio stesso. L'ottenimento dei punti esperienza, ora definiti beat, è strettamente legato a questa scelta in quanto il Narratore può elargire beat ogni qual volta un personaggio fa uno sforzo concreto verso il suo risultato finale.
- Vizi e virtù dei vampiri vengono sostituiti da mask e dirge. Il primo rappresenta il comportamento che il vampiro tiene nei confronti del mortali per celare la sua natura, mentre il secondo è il comportamento che ha con gli altri vampiri.
- Si inserisce la meccanica delle touchstones, ovvero esseri umani a cui il vampiro si aggrappa per mantenere il suo livello di umanità. Questa meccanica è ora presente anche in masquerade.
- I difetti dei personaggi sono stati rimossi in favore dei bane, ovvero effetti che si scatenano solamente in determinate situazioni (ad esempio, i Gangrel non soffrono più di una penalità all'intelligenza che li rendeva in qualche modo il clan più stupido ma hanno più possibilità di cedere alla frenesia).
- Tutti i vampiri posseggono ora la capacità di vedere al buio, di conseguenza le discipline sono state riviste e corrette.
- I danni ricevuti dai raggi del sole sono inversamente proporzionali al livello di umanità. La quantità di potenza del sangue, tuttavia, ne incrementa l'afflizione per turno.
- Sono state rimosse le linee di sangue.
- La Malkavia torna ad essere una malattia che fa impazzire i vampiri e non più una linea di sangue. Proprio per questo non è più strettamente legata ai Ventrue e può essere contratta da qualunque vampiro.
- Scompare la congrega della Progenie di Belial.

## Critiche
Il gioco ha tuttavia subito critiche dai fan del vecchio Masquerade poiché la promessa di ridurre il numero dei clan è stata in parte compromessa dall'elevato numero di bloodlines (derivazioni ed evoluzioni dei cinque clan principali), il sistema di combattimento (per quanto più veloce) è stato semplificato (a detta di molti eccessivamente) e la possibilità di crearsi da soli la propria bloodline (una volta raggiunto il punteggio di 6 su 10 nella caratteristica chiamata "potenza del sangue") è stato visto come un "regalo" ai power-player.

## Manuali di gioco
Manuali pubblicati dalla White Wolf riguardanti questo gioco di ruolo; quelli usciti fino al 2005 sono stati tradotti in italiano:
- 2004
  - Vampiri: Il Requiem
  - Coteries
  - Nomads
  - Riti del Drago
  - Vampire Storyteller's Screen
  - Città dei dannati: New Orleans
- 2005
  - VII
  - Bloodlines: The Hidden
  - Ordo Dracul
  - Lancea Sanctum
  - Invictus
  - Ghouls
- 2006
  - Bloodlines: The Legendary
  - Circle of the Crone
  - Carthians
  - Mythologies
- 2007
  - Clanbook - Ventrue, Lords Over the Damned
  - Belial's Brood 
  - Bloodlines: The Chosen   
  - Requiem for Rome   
  - Kiss of the Succubus - Daeva Clanbook
- 2008
  - Fall of The Camarilla
  - Lords Over the Damned: Ventrue
  - Kiss of the Succubus: Daeva
  - Savage and Macabre: Gangrel
- 2009
  - Shadows in the Dark: Mekhet
  - New Wave Requiem
  - The Beast That Haunts the Blood: Nosferatu
  - Ancient Mysteries
  - Ancient Bloodlines
  - The Testament of Longinus
- 2010
  - Invite Only
- 2011
  - The Danse Macabre
  - Strange, Dead Love
- 2012
  - Blood Sorcery: Sacraments & Blasphemies
  - Silent Knife (romanzo)
- 2013
  - Reap the Whirlwind
  - The Strix Chronicle Anthology  (romanzo)
  - Vampire: The Requiem Second Edition
- 2016
  - Secrets of the Covenants
- 2018
  - Guide to the Night